# Serapio Bwemi Magambo
Serapio Bwemi Magambo (8 de maio de 1928 a 8 de fevereiro de 1995), foi um padre católico do Uganda que serviu como bispo da Diocese Católica Romana de Fort Portal, de 16 de novembro de 1972 até à sua renúncia em 17 de junho de 1991. Antes disso, ele havia servido como Bispo Auxiliar de Fort Portal de 26 de junho de 1969 a 16 de novembro de 1972.

## Bispo
Magambo foi nomeado bispo auxiliar do Fort Portal em 26 de junho de 1969 e foi consagrado bispo em Kololo, na arquidiocese de Campala, pelo Papa Paulo VI, assistido pelo arcebispo Sergio Pignedoli, arcebispo titular de Cônia, e pelo arcebispo Emmanuel Kiwanuka Nsubuga, arcebispo de Campala.
Foi bispo auxiliar de Fort Portal até 16 de novembro de 1972, quando foi nomeado bispo da diocese. Serviu até à sua renúncia em 17 de junho de 1991. Ele faleceu em 8 de fevereiro de 1995, como Bispo Emérito de Fort Portal, Uganda, com a idade de 66 anos.